# Баня (Словаччина)
Баня (словац. Baňa) — село, громада в окрузі Стропков, Пряшівський край, Словаччина. Розташоване в північно-східній частині країни. Кадастрова площа громади — 1,91 км².
Село відокремлено у власну громаду 1957 року від тодішньої громади Бокша, яку було приєднано до Стропкова.

## Географія
Село знаходиться в Низьких Бескидах, на правій притоці річки Ондава. Висота над рівнем моря в центрі поселення близько 420 м, на території — від 250 до 500 м.
Південна частина громади не містить лісу, у північній частині — безперервний ліс з бука і берези.

## Храм
У селі є римо-католицький костел Воздвиження святого Хреста з 20 століття.

## Населення
| Рік:            | 1993 | 2003    | 2013    | 2023     |
| --------------- | ---- | ------- | ------- | -------- |
| Кількість осіб: | 205  | 196     | 177     | 198      |
| Різниця:        |      | -4,39 % | -9,69 % | +11,86 % |

| Рік:            | 2022 | 2023    |
| --------------- | ---- | ------- |
| Кількість осіб: | 192  | 198     |
| Різниця:        |      | +3,12 % |

В селі проживає 183 особи.
Національний склад населення (за даними останнього перепису населення — 2001 року):
- словаки — 100,0%

Склад населення за приналежністю до релігії станом на 2001 рік:
- греко-католики — 2,97%,
- православні — 0,99%,
- римо-католики — 95,54%,
- не вважають себе віруючими або не належать до жодної вищезгаданої церкви: 0,5%